# EN (Arca)
EN è un singolo della musicista venezuelana Arca, pubblicato il 15 ottobre 2015 come terzo estratto dal secondo album in studio Mutant.

## Video musicale
Il video musicale del singolo è stato girato dalla stessa Arca con la sua videocamera e successivamente pubblicato sul suo canale YouTube.

## Tracce
Musiche di Alejandra Ghersi.
1. EN – 3:04